# Даман и Диу

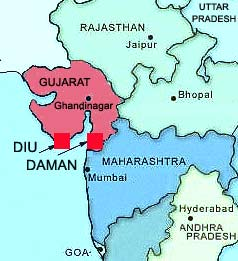
Даман и Диу на карте Индии

Дама́н и Ди́у (гудж. દમણ અને દીવ, порт. Damão e Diu, англ. Daman and Diu) — бывшая союзная территория на западе Индии, теперь часть союзной территории Дадра и Нагар-Хавели и Даман и Диу. Административный центр — Даман. Население — 242 911 человек.

## География
Площадь — 112 км² (6-е место среди союзных территорий). Территория состояла из двух частей: первая часть (город Даман с прилежащими деревнями) находится на материке и является полуанклавом на территории штата Гуджарат, вторая — остров Диу, лежащий к югу от гуджаратского полуострова Катхиявар.

## История
До 1961 года, когда Индия наряду с Гоа аннексировала и эти земли, Даман и Диу были португальским владением. Суверенитет Индии над территорией признан Португалией только в 1974 году.

## Административное деление
В административном плане союзная территория Даман и Диу делилась на два округа:
| № | Округ | Территория, км² | Население, чел. (2011) | Плотность, чел./км² |
| - | ----- | --------------- | ---------------------- | ------------------- |
| 1 | Даман | 72              | 190 855                | 2650,76             |
| 2 | Диу   | 40              | 52 056                 | 1301,40             |
|   | Всего | 112             | 242 911                | 2168,85             |